# Tatiana Samóilova
Tatiana Ievguénievna Samóilova (rus: Татья́на Евге́ньевна Само́йлова, Leningrad, 4 de maig de 1934 − Moscou, 4 de maig de 2014) va ser una actriu soviètica i russa que va protagonitzar films com Les grues volen (1957), The Unsent Letter (1959) o Anna Karénina (1967).
Va néixer a Leningrad (actual Sant Petersburg), sent l'única filla de l'actor Ievgueni Samóilov. El mateix any del seu naixement, el seu pare es va traslladar a Moscou per treballar amb Vsévolod Meierhold. Samóilova va ser llançada a la fama el 1957, quan va interpretar el paper de Veronika a Les grues volen, de Mikhaïl Kalatózov. La pel·lícula va obtenir un gran èxit, i va ser premiada amb la Palma d'Or en el Festival de Cannes, concedint-se-li també a Samóilova un premi especial.
En la dècada de 1960, el seu paper més destacat va ser el d'Anna Karénina, en una versió soviètica de la novel·la de Lev Tolstoi, dirigida per Aleksandr Zarkhí i estrenada en 1967.

## Pel·lícules destacades
- Les grues volen (1957)
- Letter Never Sent (1959)
- Vingt Mille Lieues sur la Terre (1960)
- Alba Regia (1961)
- Italiani brava gente (1965)
- Anna Karénina (1967)

## Premis i nominacions
Nominacions
- 1959: BAFTA a la millor actriu estrangera per a Les grues volen